# Тростяница (Брестская область)
Тростяница (бел. Трасцяніца) — деревня в Каменецком районе Брестской области Белоруссии. Входит в состав Ратайчицкого сельсовета. Население — 50 человек (2019).

## География
Тростяница находится в 16 км к юго-востоку от города Высокое и в 16 км к юго-западу от города Каменец. Местность принадлежит бассейну Вислы, деревня стоит на правом берегу реки Лесная ниже впадения в неё небольшой речки Точия. Через Тростяницу проходит автодорога Остромечево — Ратайчицы — Войская, в двух километрах к югу от деревни проходит шоссе Высокое — Пружаны.

## История
Тростяница впервые упомянута во второй половине XV века, была шляхетским имением, которым владели Сангушки. После административной реформы середины XVI века в Великом княжестве Литовском в составе Берестейского повета Берестейского воеводства.
После третьего раздела Речи Посполитой (1795) Тростяница в составе Российской империи, принадлежала Брестскому уезду Гродненской губернии.
В середине XIX века имение принадлежало Потоцким, в 1873 году в деревне возведена деревянная Свято-Преображенская церковь, а в 1877 году на кладбище построена также деревянная Дмитриевская церковь. По переписи 1897 года в деревне было 15 жителей. В начале XX века принадлежала барону Корфу, в этот период в деревне также существовала католическая часовня (не сохранилась).
Согласно Рижскому мирному договору (1921) деревня вошла в состав межвоенной Польши, где принадлежала Брестскому повету Полесского воеводства. В 1923 году здесь было 39 дворов и 219 жителей. С 1939 года в составе БССР. Во время Великой Отечественной войны на фронтах погибло 24 жителя деревни.
В 2005 году руины кладбищенской Дмитриевской церкви 1877 года постройки были полностью разобраны.

## Достопримечательности
- Свято-Преображенская церковь. Деревянная православная церковь 1873 года постройки. Памятник народного деревянного зодчества[4] —  Историко-культурная ценность Республики Беларусь, шифр 113Г000377
- Бескурганный могильник —  Историко-культурная ценность Республики Беларусь, шифр 113В000374 В двух километрах к северу от деревни, большая часть занята современным кладбищем. Могильник датируется IV-II веком до н. э., принадлежал племенам поморской культуры[4]
- Братская могила советских воинов и партизан —  Историко-культурная ценность Республики Беларусь, шифр 113Д000373. Похоронены 22 воина, погибших в 1944 году при освобождении района, и 2 партизана. В 1965 году установлен обелиск, а в 1982 году — скульптура воина[4].
- Два курганных могильника. Находятся в 0,7 км к северо-западу от деревни и в 0,5 км к юго-западу от деревни. Датируются XI—XIII столетиями, принадлежали дреговичам[4].
  - Бескурганный могильник-1 периода раннего Средневековья, IV–II до н. э. —  Историко-культурная ценность Республики Беларусь, шифр 113В000375
  - Бескурганный могильник-2 периода раннего Средневековья, XI–XIII в. —  Историко-культурная ценность Республики Беларусь, шифр 113В000376

Все вышеперечисленные объекты включены в Государственный список историко-культурных ценностей Республики Беларусь.